# Jean-Pierre Bassène
Jean-Pierre Bassène (* 1. August 1951 in Essyl, Senegal) ist ein senegalesischer Geistlicher und römisch-katholischer Bischof von Kolda.

## Leben
Jean-Pierre Bassène empfing am 11. April 1980 das Sakrament der Priesterweihe.
Am 22. Dezember 1999 ernannte ihn Papst Johannes Paul II. zum ersten Bischof des mit gleichem Datum errichteten Bistums Kolda. Der emeritierte Bischof von Ziguinchor, Augustin Sagna, spendete ihm am 29. April 2000 die Bischofsweihe; Mitkonsekratoren waren der Erzbischof von Abidjan, Bernard Agré, und der Erzbischof von Conakry, Robert Sarah.
Papst Franziskus ernannte ihn am 5. August 2017 für die bis zum 6. Februar 2022 währende Sedisvakanz zusätzlich zum Apostolischen Administrator von Tambacounda.